# Emil Herzog
Ne doit pas être confondu avec Émile Herzog.
Emil Herzog, né le 6 octobre 2004, est un coureur cycliste allemand.

## Biographie
Emil Herzog commence le sport par le ski, puis le VTT, avant de se concentrer sur le cyclisme sur route à 14 ans. Sa mère est allemande et son père - dont une partie de la famille vit à Besançon - est français,.
En tant que junior (moins de 19 ans), Emil Herzog rejoint la Team Auto Eder en 2021, une équipe liée à la formation professionnelle Bora-Hansgrohe. Lors de sa première saison chez les juniors, il devient champion d'Allemagne du contre-la-montre juniors et remporte le classement du meilleur jeune sur les trois courses par étapes du calendrier UCI auxquelles il participe. Lors de la deuxième saison junior, il est à nouveau champion d'Allemagne, cette fois dans la course en ligne. Sur le plan international, il est l'un des juniors les plus titrés de la saison 2022. Il remporte entre autres le classement général, de l'Internationale Cottbuser Junioren-Etappenfahrt, de la Course de la Paix juniors, du Tour du Valromey et du Grand Prix Rüebliland. Aux championnats d'Europe sur route, il est troisième du contre-la-montre individuel. En dehors du cyclisme sur route, il participe également à des courses de cross-country VTT. Aux mondiaux juniors de la discipline, il termine sixième après avoir été un moment en tête et subit une crevaison. Il remporte en septembre 2022 les championnats du monde sur route juniors, en battant au sprint le portugais António Morgado. 
En 2023, il rejoint l'équipe continentale américaine Hagens Berman Axeon pour ses débuts dans la catégorie des espoirs (moins de 23 ans), avant de revenir chez Bora-Hansgrohe qui l'inclut dans son équipe élite pour la saison 2024. Le 13 mars 2024, il termine à 19 ans septième de Milan-Turin, son premier résultat notable chez les professionnels.

## Palmarès sur route
- 2020
  - Coire-Arosa débutants
- 2021
  -  Champion d'Allemagne du contre-la-montre juniors
  - 2e étape secteur A d'Aubel-Thimister-Stavelot (contre-la-montre par équipes)
  - 2e de la Course de la Paix juniors
  - 3e d'Aubel-Thimister-Stavelot
  - 8e du championnat d'Europe du contre-la-montre juniors
- 2022
  -  Champion du monde sur route juniors
  -  Champion d'Allemagne sur route juniors
  - Giro di Primavera
  - Internationale Cottbuser Junioren-Etappenfahrt :
    - Classement général
    - 1re étape

  - Grand Prix West Bohemia
  - Classement général de la Course de la Paix juniors
  - 2e étape secteur B du Tour du Pays de Vaud (contre-la-montre)
  - Tour du Valromey :
    - Classement général
    - 3e étape

  - Grand Prix Rüebliland : 
    - Classement général
    - 1re étape

  - 2e du championnat d'Allemagne du contre-la-montre juniors
  -  Médaillé de bronze du championnat du monde du contre-la-montre juniors
  -  Médaillé de bronze du championnat d'Europe du contre-la-montre juniors

## Palmarès en VTT
- 2022
  - 6e du championnat du monde de cross-country juniors

## Distinctions
- Cycliste allemand junior de l'année : 2022